# داتسون بلوبرد ۹۱۰

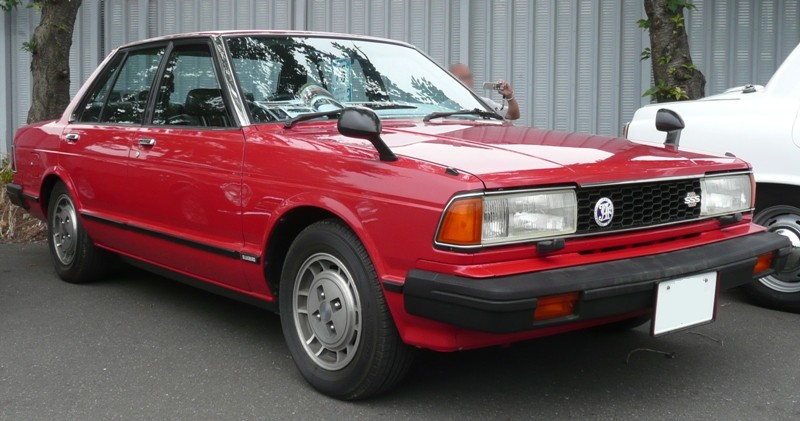

داتسون پرنده آبی ۹۱۰ (Datsun Bluebird 910) خودرویی است که در سال‌های ۱۹۷۹ تا ۱۹۸۶در ژاپن و جمهوری چین تولید شده‌است.
طراحی آن خودروهای موتور جلو-محور عقب بوده است.

## نگارخانه

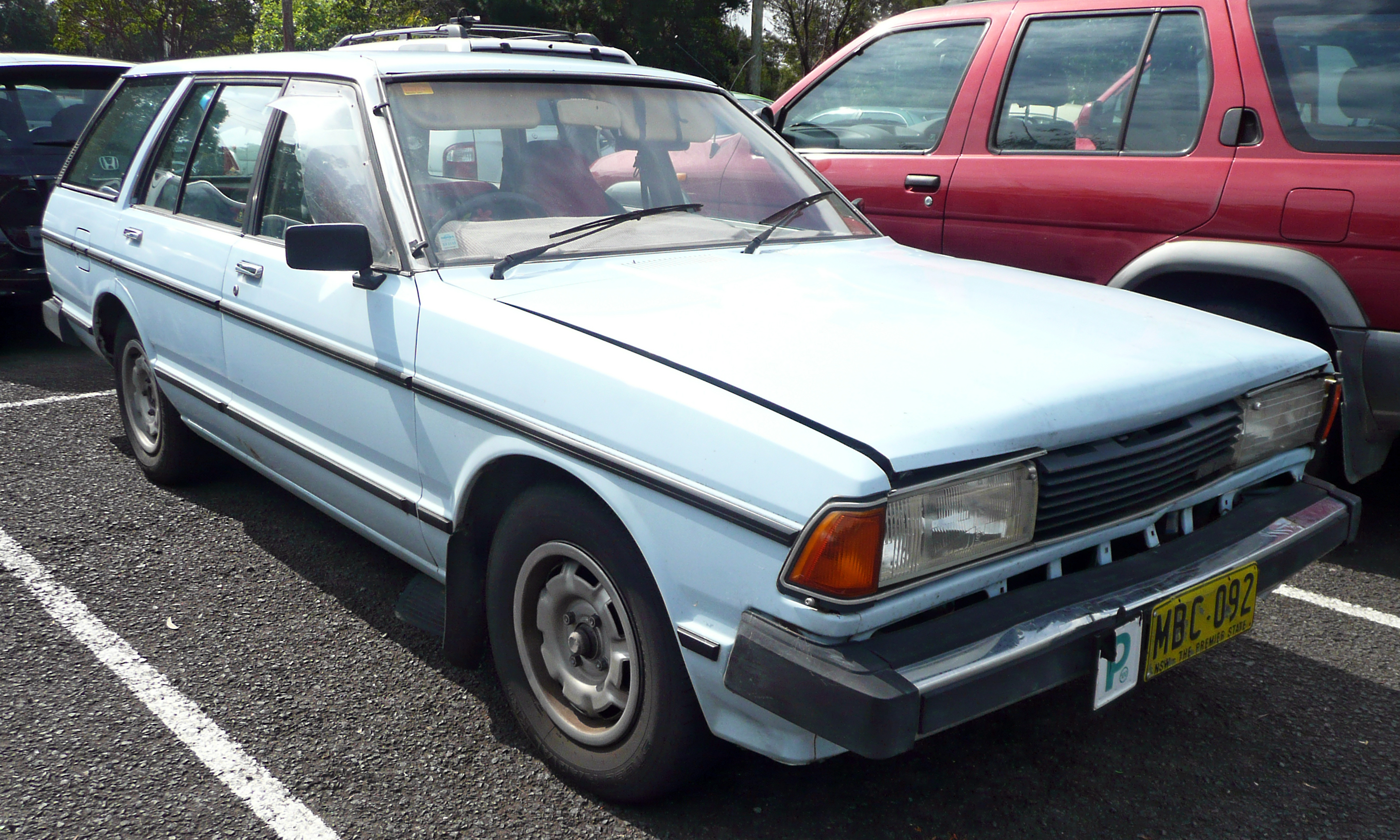
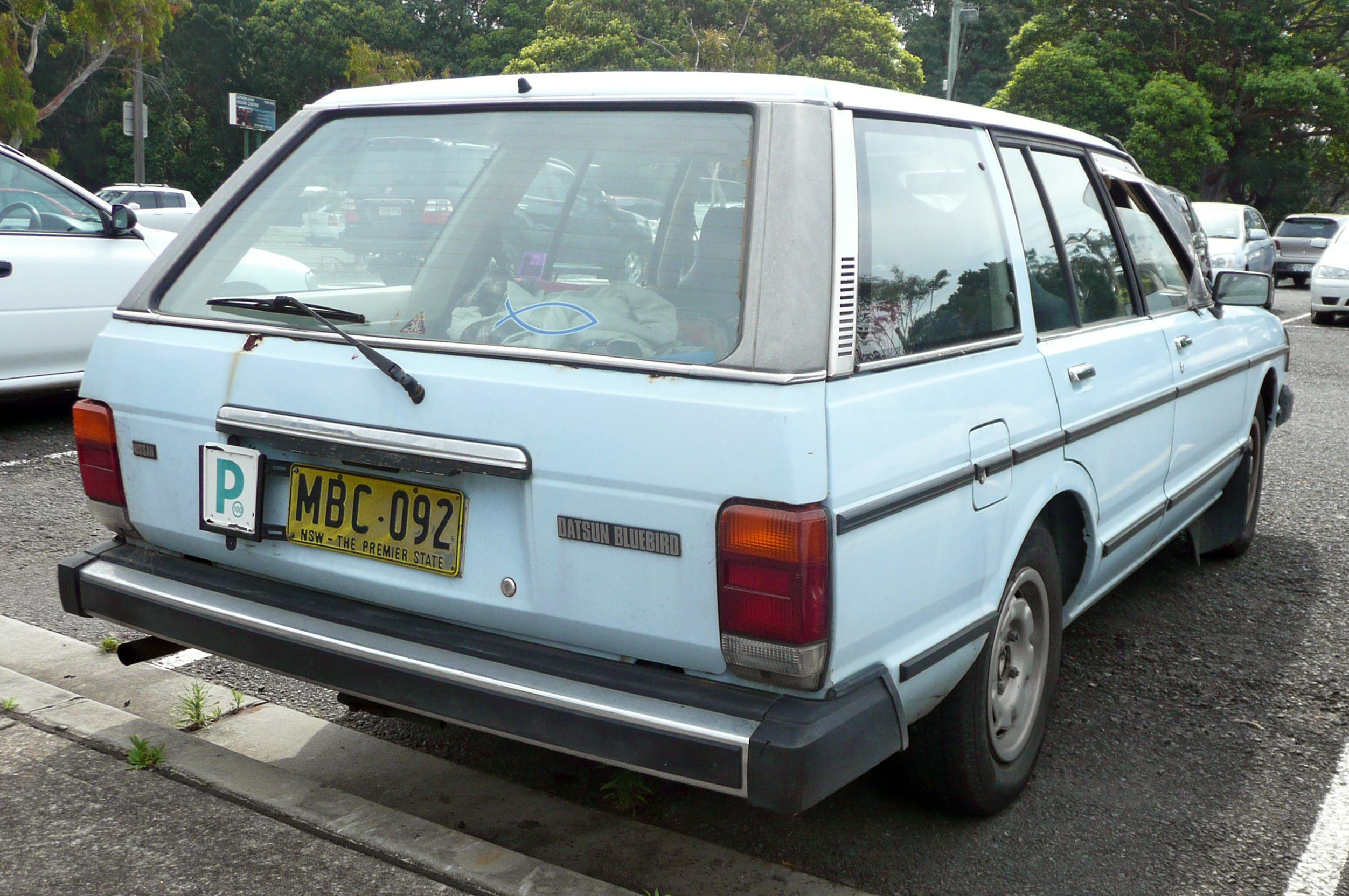
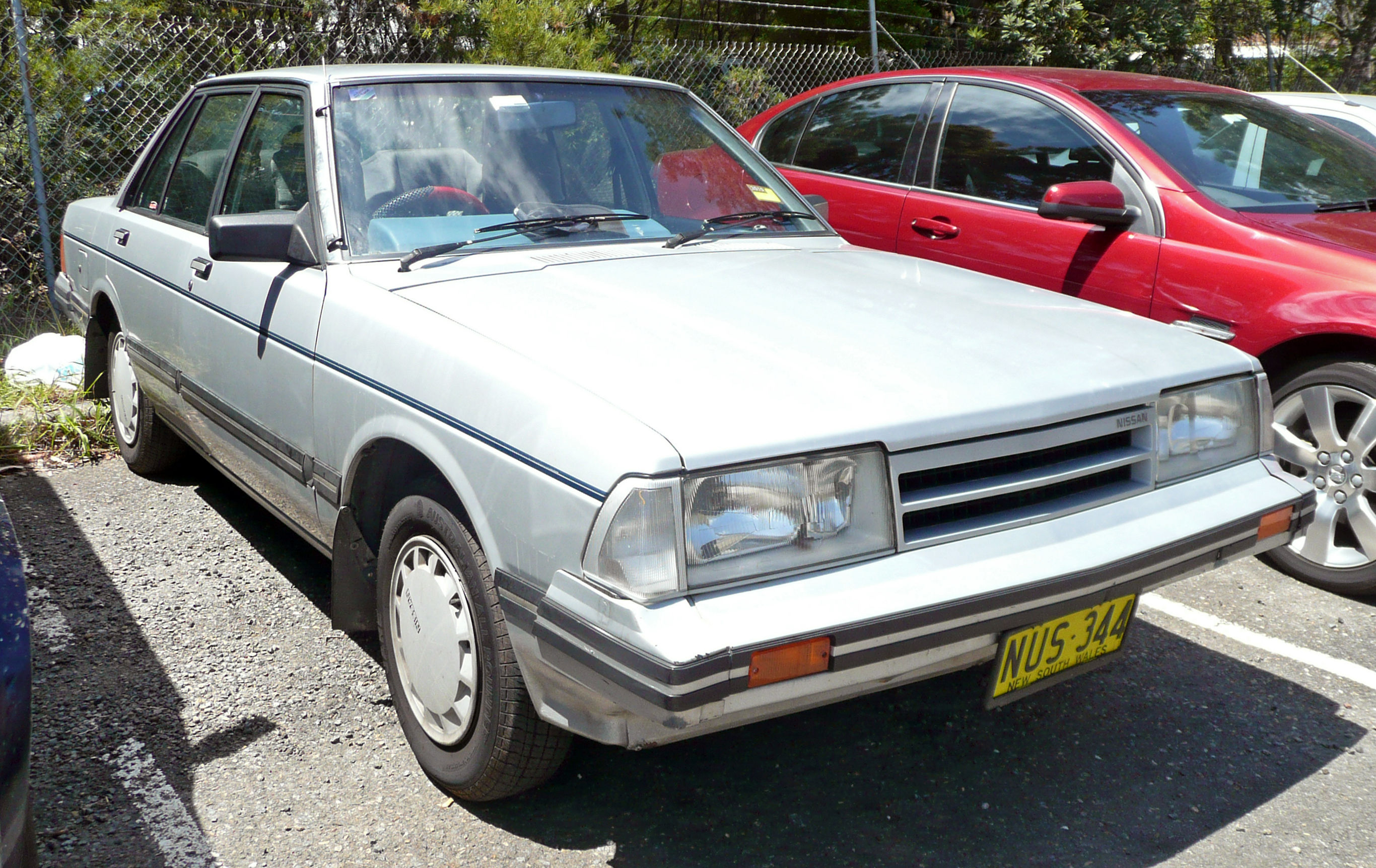
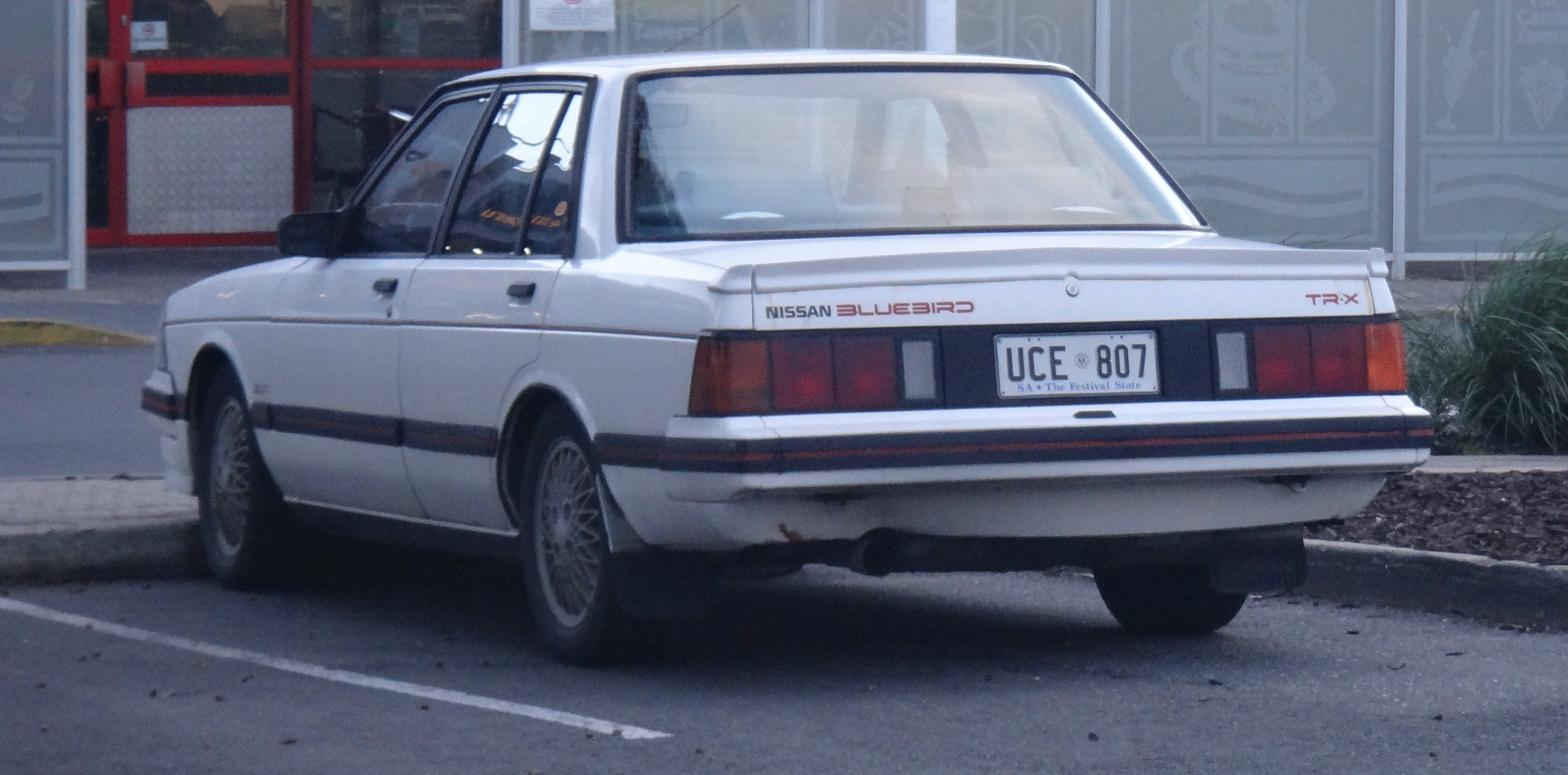
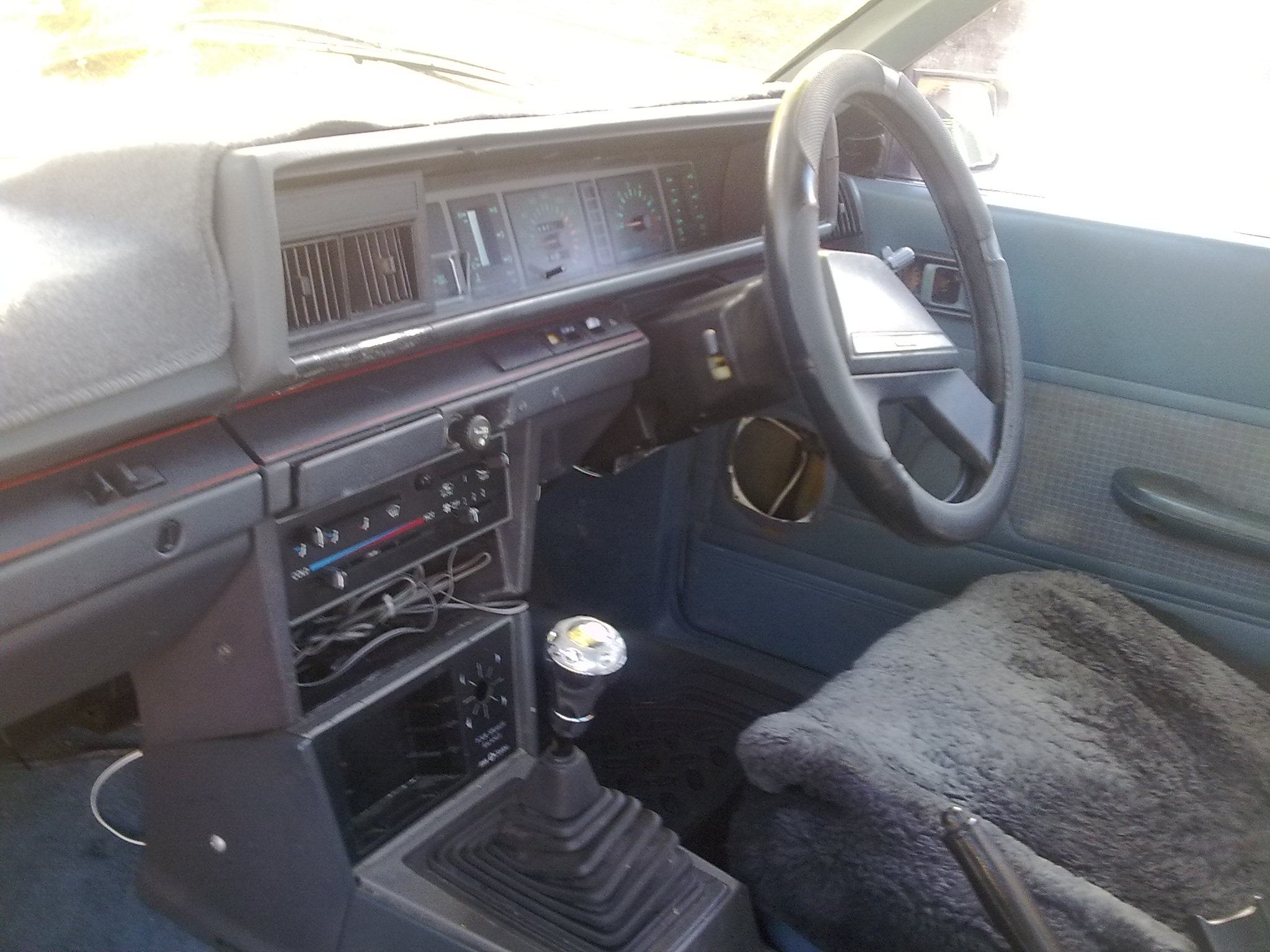